# Senyera (Valence)
Ne doit pas être confondu avec Drapeau de la Catalogne.
Senyera, en valencien et officiellement, (Señera en castillan), est une commune de la province de Valence, dans la Communauté valencienne, en Espagne. Elle est située dans la comarque de la Ribera Alta et dans la zone à prédominance linguistique valencienne. Sa population s'élevait à 1 169 habitants en 2013.

## Géographie

Localisation de Senyera
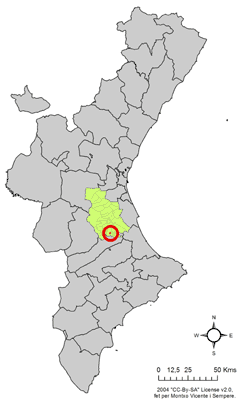
dans la Communauté valencienne.
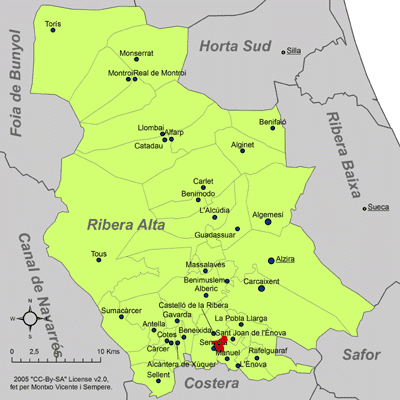
dans la comarque de la Ribera Alta.

### Localités limitrophes
Le territoire municipal de Senyera est voisin de celui des communes suivantes : Alberic, Beneixida, Carcaixent, Gavarda, Xàtiva, La Llosa de Ranes, Manuel, Sant Joanet et Villanueva de Castellón, toutes situées dans la province de Valence.

## Démographie
| 1990 | 1992 | 1994 | 1996 | 1998 | 2000 | 2002 | 2004  | 2005  | 2007  | 2010  |
| ---- | ---- | ---- | ---- | ---- | ---- | ---- | ----- | ----- | ----- | ----- |
| 831  | 834  | 838  | 885  | 920  | 937  | 952  | 1.038 | 1.045 | 1.141 | 1.200 |

### Sources
- (es) Cet article est partiellement ou en totalité issu de l’article de Wikipédia en espagnol intitulé « Señera (Valencia) » (voir la liste des auteurs).
- (es) Varaciones de los municipios de España desde 1842, Ministerio de administraciones públicas, octobre 2008, 364 p. (lire en ligne) [PDF]